# Дэвенпорт, Марша
Марша Дэвенпорт (англ. Marcia Davenport), урождённая Марша Глик (англ. Marcia Glick, 9 июня 1903 — 16 января 1996) — американская писательница и музыкальный критик. Она наиболее известна своей биографией композитора Вольфганга Амадея Моцарта 1932 года, первой опубликованной в Америке биографией Моцарта. Дэвенпорт также известна своими романами «Долина решений» и «Ист-Сайд, Вест-Сайд», оба из которых были экранизированы: в 1945 и 1949 годах соответственно.

## Ранние годы и образование
Марша Дэвенпорт родилась под именем Марша Глик в Нью-Йорке 9 июня 1903 года; она дочь Бернарда Глика и оперной певицы Альмы Глюк. Её семья румынско-еврейского происхождения. Примерно в 1911 году, когда Марше было 8 лет, её родители разошлись. Её мать повторно вышла замуж за Ефрема Цимбалиста, концертирующего скрипача. С Цимбалистом в качестве отчима у Марши было двое сводных братьев и сестёр: Ефрем Цимбалист-младший (который стал актёром) и Мария Вирджиния Цимбалист Беннетт.
Она описала своё детство как очень одинокое, если не считать музыки и книг (она всегда знала, что хочет писать). Мать Марши заставляла её продолжать уроки игры на фортепиано в качестве дисциплины на протяжении всего детства, несмотря на то, что у неё это получалось очень плохо.
В детстве Марша много путешествовала со своими родителями. С перерывами она получила образование в Школе друзей в Филадельфии, штат Пенсильвания, и в Школе Шипли в Брин-Маре. Она начала учиться в колледже Уэллсли, но через два года сбежала в Питтсбург, чтобы выйти замуж за своего первого мужа, Фрэнка Дельмаса Кларка. После их развода в 1925 году она уехала за границу, чтобы получить степень бакалавра в Гренобльском университете.

## Карьера
После развода с Кларком в 1925 году Дэвенпорт устроилась на работу по написанию рекламных текстов, чтобы прокормить себя и свою дочь. С 1928 по 1930 год работала в редакции The New Yorker.
С 1934 по 1939 год Дэвенпорт работала музыкальным критиком журнала Stage. С 1936 по 1937 год она также работала радиокомментатором в передачах Метрополитен-опера. Через свою мать — оперную певицу и отчима-скрипача Давенпорт имела тесные связи с миром классической музыки, особенно с оперным миром Европы и Америки.

### Биография Моцарта
В 1930 году Дэвенпорт отправилась в Прагу, чтобы изучить жизнь композитора Вольфганга Амадея Моцарта. В 1932 году она опубликовала свою первую книгу «Моцарт», которая также стала первой опубликованной в Америке биографией композитора Моцарта. Получившая широкую известность книга, ставшая самой известной работой Дэвенпорт, с момента публикации постоянно переиздавалась.

### Романы
В 1936 году Дэвенпорт опубликовала свой роман «О Лене Гейер». История представляет собой портрет оперной певицы, а также описывает лесбийские отношения. Возможно, Маршу вдохновила на книгу её мать, Альма Глюк. Глюк родилась в Румынии, урождённая Реба Фейнзон; имя Альма Глюк позже стало её сценическим псевдонимом для оперной певицы сопрано. Она была хорошо известна как одна из ведущих концертных артисток XX века. Если «О Лене Гейер» не основана на биографии Альмы Глюк, возможно, Дэвенпорт черпала вдохновение из своего личного жизненного опыта или из рассказов другой оперной певицы, Олив Фремстад. Примечательно, что «О Лене Гейер» — один из первых двух романов о лесбийских отношениях, которые Барбара Гриер, известная писательница-лесбиянка, читала в детстве.
В 1942 году Дэвенпорт опубликовала свой самый популярный фантастический роман «Долина решений», историческую фантастическую сагу, в которой рассказывается о семье Скоттов, прототипах владельцев металлургического завода в Питтсбурге, с 1873 года до событий Второй мировой войны. Дэвенпорт жила в Питтсбурге вскоре после своего первого брака с Фрэнком Дельмасом Кларком, позже использовала этот фон для своего романа, наряду с дальнейшими исследованиями сталелитейной промышленности, для 788-страничного бестселлера.
В 1947 году была опубликована книга «Ист-Сайд, Вест-Сайд», также ставшая бестселлером. Это была одна из последних работ, отредактированных Максвеллом Перкинсом из издательства Charles Scribners’ Sons.
В её мемуарах Too Strong for Fantasy (1967) описываются люди, музыка, места и политические силы, которые сформировали её жизнь. Особый интерес представляет рассказ Дэвенпорт о событиях, приведших к смерти чешского дипломата и министра иностранных дел Яна Масарика в Чернинском дворце в Праге в 1948 году, и о её близких отношениях с Масариком на протяжении многих лет.

#### Экранизации
По двум романам Дэвенпорт были сняты фильмы, выпущенные Metro-Goldwyn-Mayer: The Valley of Decision и East Side, West Side. В «The Valley of Decision» снимались Грир Гарсон, Грегори Пек, Дональд Крисп, Лайонел Барримор, Престон Фостер, Марша Хант, Глэдис Купер, Реджинальд Оуэн, Дэн Дьюриа и Джессика Тэнди. Фильм был номинирован на премию «Оскар» за лучшую женскую роль в главной роли (Грир Гарсон) и за лучшую музыку при озвучивании драматического или комедийного фильма.
В «Ист-Сайд, Вест-Сайд» снимались Джеймс Мэйсон, Барбара Стэнвик, Ван Хефлин и Ава Гарднер.

## Личная жизнь
Дэвенпорт вышла замуж за Фрэнка Делмаса Кларка (1900–1969) в апреле 1923 года. Её первый ребенок, Патрисия Дельмас Кларк, родилась в 1924 году. Уже в 1925 году Марша и Кларк развелись.
13 мая 1929 года она вышла замуж за Рассела Дэвенпорта и, таким образом, сменила имя на Марша Дэвенпорт. Рассел Давенпорт стал редактором журнала Fortune вскоре после женитьбы на Марше. Супругам никогда не приходилось беспокоиться о деньгах, и вместе они часто ездили за границу в Европу. У пары были дома в Милане, на озере Комо, в Зальцбурге и Вене. В интервью New York Times Марсия Дэвенпорт рассказала, что однажды Рассел Дэвенпорт подарил ей льва. У Марши и Рассела Дэвенпорт в 1934 году родилась дочь Корнелия Уиппл Дэвенпорт. Её брак с Расселом Дэвенпортом распался в 1944 году.
После нацистской оккупации Чехословакии Марша Дэвенпорт стала близкой подругой чешского государственного деятеля-беженца Яна Масарика. Дэвенпорт жила в Праге с Масариком с 1945 по 1948 год, пока власть не захватили коммунисты. После этого Дэвенпорт вернулась в Лондон, где они с Масариком планировали пожениться, как только он сможет присоединиться к ней, но всего через несколько дней его нашли мёртвым при загадочных обстоятельствах.

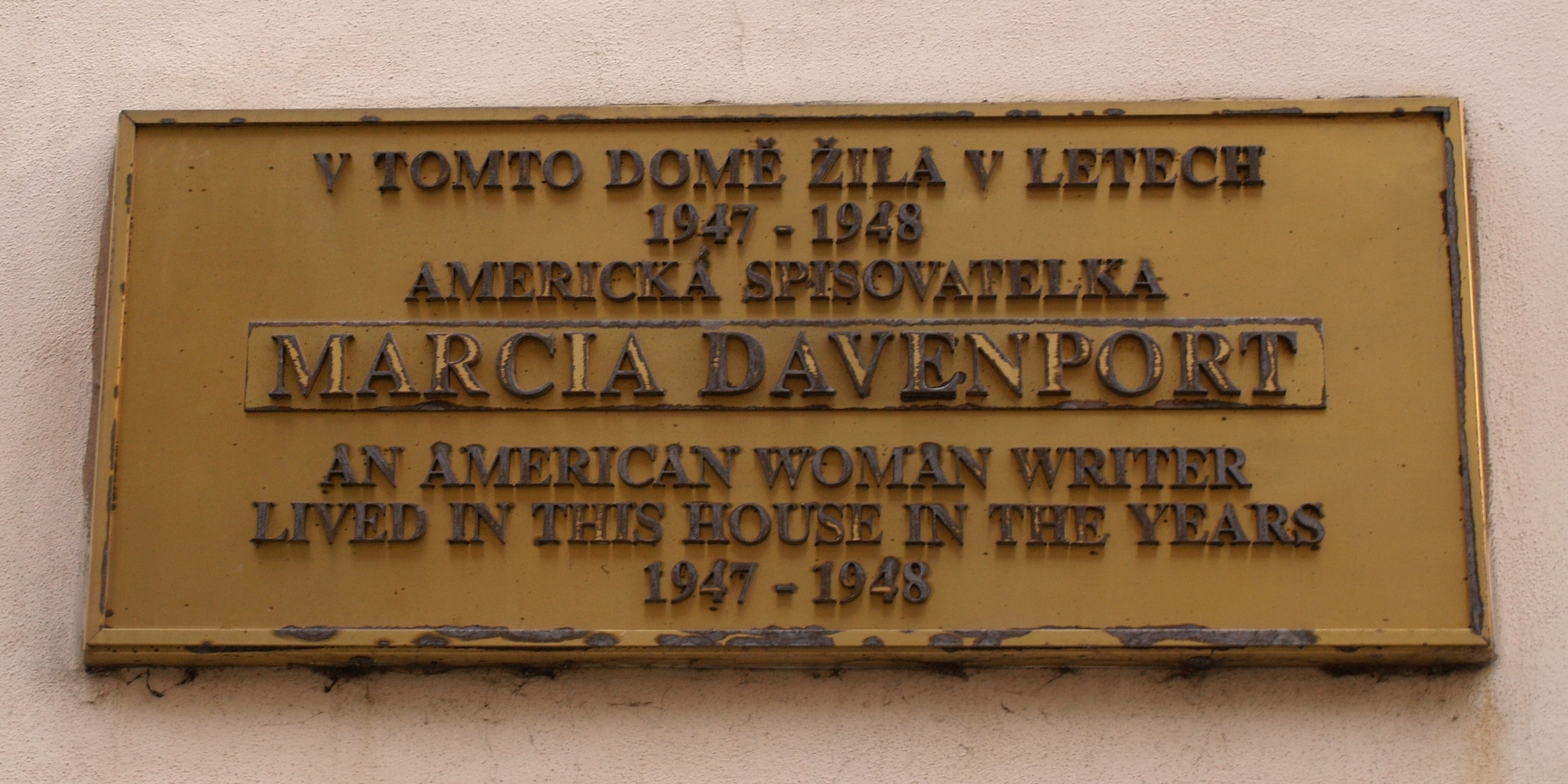
Мемориальная доска в Праге, район Градчаны

Дэвенпорт, которая в последние годы своей жизни жила в Пеббл-Бич, Калифорния, умерла 16 января 1996 года в больнице в Монтерее в возрасте 92 лет. У неё остались младшая дочь Корнелия Дэвенпорт Шварц, шесть внуков и семь правнуков. Документы Дэвенпорт хранятся в Питтсбургском университете и в Библиотеке Конгресса.

### Почести
На Лоретанской улице, 13 в Праге установлена мемориальная доска, посвященная Марше Дэвенпорт.

## Произведения

### Научные
- Mozart (New York: Charles Scribner's Sons, 1932)
- Garibaldi: Father of Modern Italy (New York: Random House, 1956)
- Too Strong for Fantasy (New York: Charles Scribner's Sons, 1967) [Memoir]
- Jan Masaryk: Posledni Portret (Czechoslovakia: 1990) [Memoir]

### Художественные
- Of Lena Geyer (New York: Charles Scribner's Sons, 1936)
- The Valley of Decision (New York: Charles Scribner's Sons, 1942)
- East Side, West Side (New York: Charles Scribner's Sons, 1947)
- My Brother's Keeper (New York: Charles Scribner's Sons, 1954)[20]
- The Constant Image (New York: Charles Scribner's Sons, 1960)